# Janne Dahl
Jan Eric (Janne) Dahl, född 14 oktober 1924 i Limedsforsen i Lima socken, död 2006, var en svensk tecknare, grafiker och målare. 
Dahl, som var son till landsfiskalen Eric Dahl och Ester Bodén, genomgick Konstakademiens etsarskola 1949 och företog därefter studieresor till Sicilien, Frankrike och Italien. Han medverkade i utställningen Unga tecknare på Nationalmuseum 1950 och 1951. Hans konst består av realistiska landskap och abstrakta landskap. Dahl är representerad med teckningar vid Nationalmuseum, Moderna museet  och Minneapolis Institute of Art.